# L'Association du mal
L’association du mal (titre original : Lured Innocence) est un film américain réalisé par Kikuo Kawasaki, sorti en 1999.

## Synopsis
Une serveuse d’un petit bar d’une petite ville de province ne recule devant rien pour sortir de son trou : elle feint l’amour pour un vieux riche et un jeune immature.

## Fiche technique
- Titre : L’association du mal
- Titre original : Lured Innocence
- Réalisation : Kikuo Kawasaki
- Scénario : Kikuo Kawasaki
- Photographie :  Irek Hartowicz
- Montage :  Ross Guidici
- Musique :  Christopher Lennertz
- Direction artistique :  Stu Lennox
- Décors :  Tammy Banal, Sydney Barrosse
- Costumes :  Renee Davenport
- Son :
- Producteurs :  Adam Fast, Abe Glazer, Christopher J. Fries, Nancy Paloian
- Coproducteurs : Anthony Esposito, Michael Van Owen
- Producteurs exécutifs : David Forrest, Fuminori Hayashida, Beau Rogers
- Société de production :  Lured Innocence Productions Inc.
- Société de distribution :  Artisan Entertainment
- Pays d'origine :  États-Unis
- Langue : anglais
- Format : Couleurs (De Luxe) — 35 mm — 1,85 : 1 — Son : Dolby Digital
- Genre : Film dramatique, Thriller
- Durée : 99 minutes
- Dates de sortie :
  -  Corée du Sud : 12 février 2000
  -  Allemagne : 20 décembre 2001
- Classification : USA : R (langage grossier et sexualité)

## Distribution
- Dennis Hopper : Rick Chambers
- Marley Shelton : Elsie Townsend
- Devon Gummersall : Elden Tolbert
- Talia Shire : Martha Chambers
- Michael Cudlitz : Harry Kravitz
- Cheri Oteri : Molly